# Karre (Einheit)
Die Karre, auch der Karren, war ein Braunschweiger und Zwickauer Volumenmaß. Holzkohle wurde damit gemessen. 
Das Maß war schon seit dem Jahr 1550 in Gebrauch. Das Volumen entsprach um 1727 fünf Scheffel (Dresdener) zu je 16 Metzen. In Anlehnung an die Förderkörbe bei der Haspelförderung sollten es 10 Metzen oder 8 Kübel sein.
Das Maß im Herzogtum Braunschweig wurde am 30. März 1837 im Rahmen der Maßvereinheitlichung so definiert:
- 1 Karre = 100 Kubikfuß = 2,324 Kubikmeter oder Steren

Der Kubikfuß war in seinen Maßen so festgelegt
- 1 Kubikfuß = 1728 Kubikzoll = 1728 Kubiklinien = 0,02324 Kubikmeter[2] (0,0232375393 Kubikmeter = 0,677928825 Pariser Kubikfuß[3])

In Zwickau war es ein Steinkohlenmaß.
- 1 Karre = 5 Scheffel (Dresdner)[4] = 519,143 Liter[5]
- in Württemberg für Sand: 1 Karre (Kasten) = 188,1 Liter[5]
- in Württemberg für Mörtel: 1 Karre (Kasten) = 176,356 Liter[5]
- in Sachsen für Kohlen: 1 Karre = 519,143 Liter[5]